# Imperiul minții
Imperiul minții (în engleză Inland Empire) este un film realizat de regizorul american David Lynch. Lynch a început proiectul acesta neintentionând să facă un film complet și fără nici un scenariu. În fiecare dimineața filmării, Lynch le-a dat de către actorilor dialoguri noi, pe care le-a scris în noaptea anterioară.

## Muzică
Muzica filmului acestuia a fost compusă de David Lynch și Angelo Badalamenti, care a compus muzica pentru multe filme ale lui Lynch.

## Distribuție
- Laura Dern  - Nikki Grace / Sue Blue
- Jeremy Irons  - Kingsley Stewart
- Justin Theroux  - Devon Berk / Billy Side
- Harry Dean Stanton  - Freddie Howard
- Julia Ormond  - Doris Side
- Diane Ladd  - Marilyn Levens
- Peter J. Lucas  - Piotrek Krol / Smithy
- Grace Zabriskie  - Visitor #1
- Mary Steenburgen  - Visitor #2
- Karolina Gruszka  - Lost Girl
- Krzysztof Majchrzak  - Phantom
- Ian Abercrombie  - Henry, The Butler
- Nae  - Street Woman
- Terry Crews  - Street Man
- William H. Macy  - The Announcer
- Tracy Ashton  - Marine's Sister
- Leon Niemczyk  - Marek
- Jan Hencz  - Janek
- Jordan Ladd  - Terri
- Laura Harring  - Jane Rabbit / Party Guest
- Scott Coffey  - Jack Rabbit
- Naomi Watts  - Suzie Rabbit
- David Lynch (voice)  - Bucky, The Gaffer
- Nastassja Kinski  - The Lady
- Dominique Vandenberg  - Trainyard Worker
- Ben Harper  - Piano Player (uncredited)